# M.Tボクシングジム
M.Tボクシングジム（エムティーボクシングジム）は、神奈川県相模原市緑区西橋本にあるボクシングジム。

## 概要
2001年8月、元日本スーパーフェザー級王者の高城正宏と高城が勤務していたスポーツクラブの会員だった元駒澤大学ボクシング部専属コーチの村野健によって設立。
ジムの会長は村野、マネージャーは高城がそれぞれ務める。

## 主な所属選手

### ジム出身世界王者
- 中谷潤人（WBO世界フライ級、スーパーフライ級、WBC・IBF世界バンタム級）

### 現役選手
- 中谷潤人[3]（元WBO世界スーパーフライ級王者、元WBO世界フライ級王者、第57代日本フライ級王者、初代日本ユースフライ級王者、2016年度全日本フライ級新人王）
- 瀬筒陸斗（第5代日本ユースライトフライ級王者）

### 引退選手
- 三垣龍次（第54代日本ライト級王者、第43代OPBF東洋太平洋ライト級王者）
- 星野晃規（日本フライ級ランカー）
- 岡田隆志（全日本アマチュア選手権優勝）[4]
- 真鍋圭太（2004年度A級ボクサー4回戦トーナメント【B:Tight】ライト級優勝 初代MVP）
- 石澤開（日本ミニマム級ランカー、初代日本ユースミニマム級王者）